# Chassigny (meteorito)
Chassigny es un meteorito marciano que cayó el 3 de octubre de 1815, aproximadamente a las 8:00 a. m., en Chassigny, Alto Marne, Francia. Chassigny es una roca acumulada de olivino (dunita). Consiste casi completamente en olivino con piroxeno, feldespato y óxidos. Chassigny fue la única chasignita conocida hasta que se encontró a NWA2737 en el Sahara marroquí en el noroeste de África.

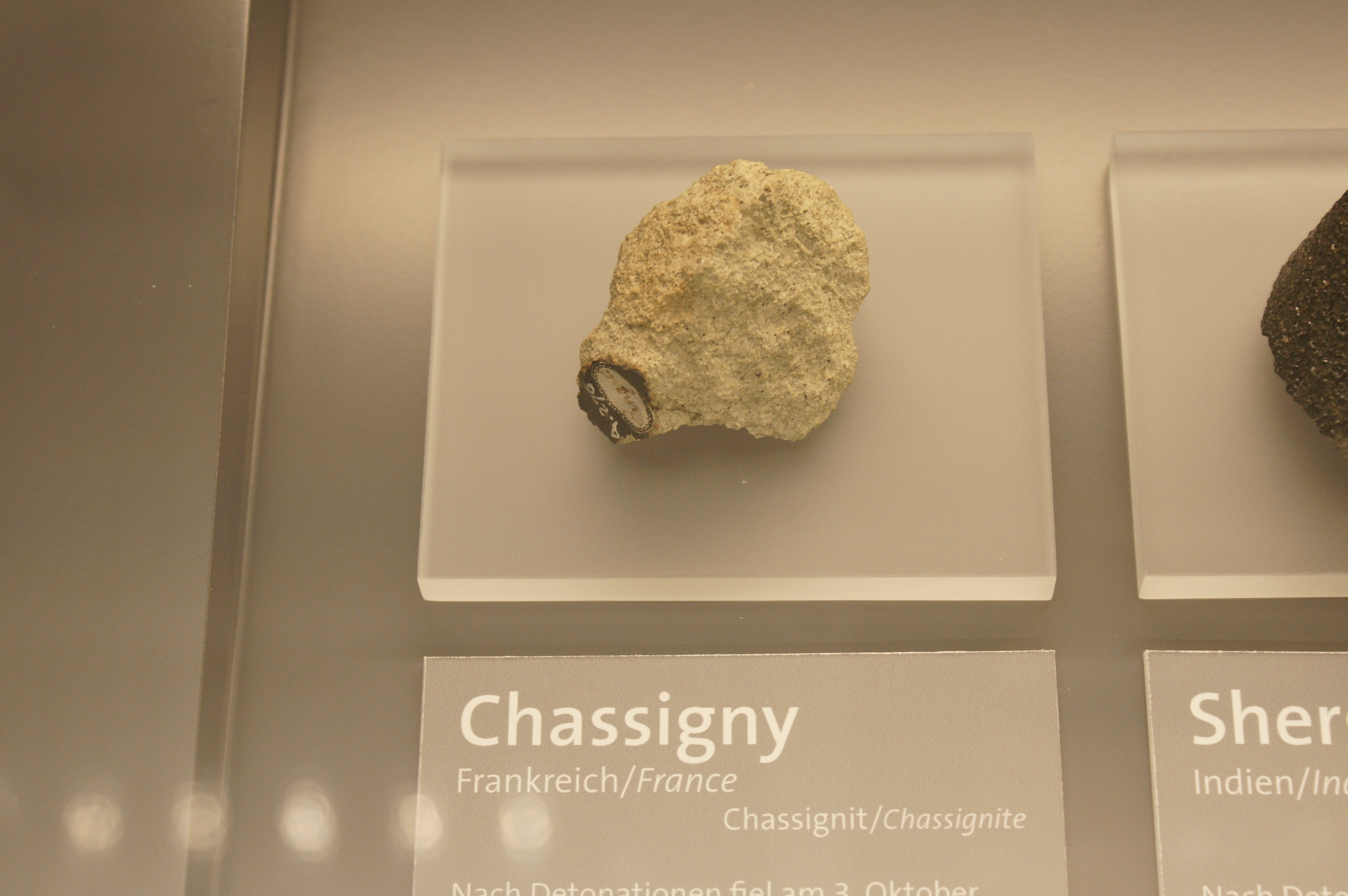
Roca del meteorito, en el Museo de Ciencias de Viena.

Chassigny es particularmente importante porque, a diferencia de la mayoría de los SNC, contiene composiciones de gases nobles diferentes a los de la atmósfera marciana actual. Estas diferencias se deben presumiblemente a su naturaleza acumulativa (derivada del manto).